# گری‌هاوند
گری‌هاوند (انگلیسی: Greyhound) شرکت ترابری آمریکایی است، که در سال ۱۹۱۴ تأسیس شد.